# Seneca Foods
Seneca Foods is een Amerikaans voedselverwerkend bedrijf met hoofdzetel in Marion (New York). Seneca Foods is gespecialiseerd in het verpakken van voedingsmiddelen, voornamelijk groenten en fruit. Deze core-business droeg in het boekjaar 2017 bij aan ongeveer 98% van hun netto-omzet.